# Uniwersytet Kapsztadzki
Uniwersytet Kapsztadzki, UCT (ang. University of Cape Town) – najstarszy uniwersytet w Republice Południowej Afryki, o dwa lata młodszy od najstarszego w Afryce University of Sierra Leone (1827). Kształci ponad 20 tys. studentów na 7 wydziałach i prowadzi badania naukowe w około 60 centrach, instytutach i innych jednostkach badawczych.

## Historia

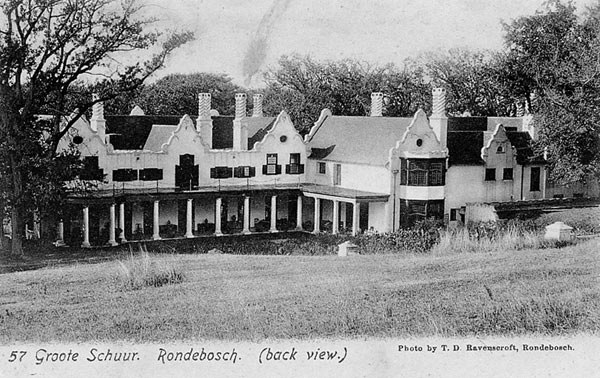
Groote Schuur, Rondebosch (1905) widok z tyłu

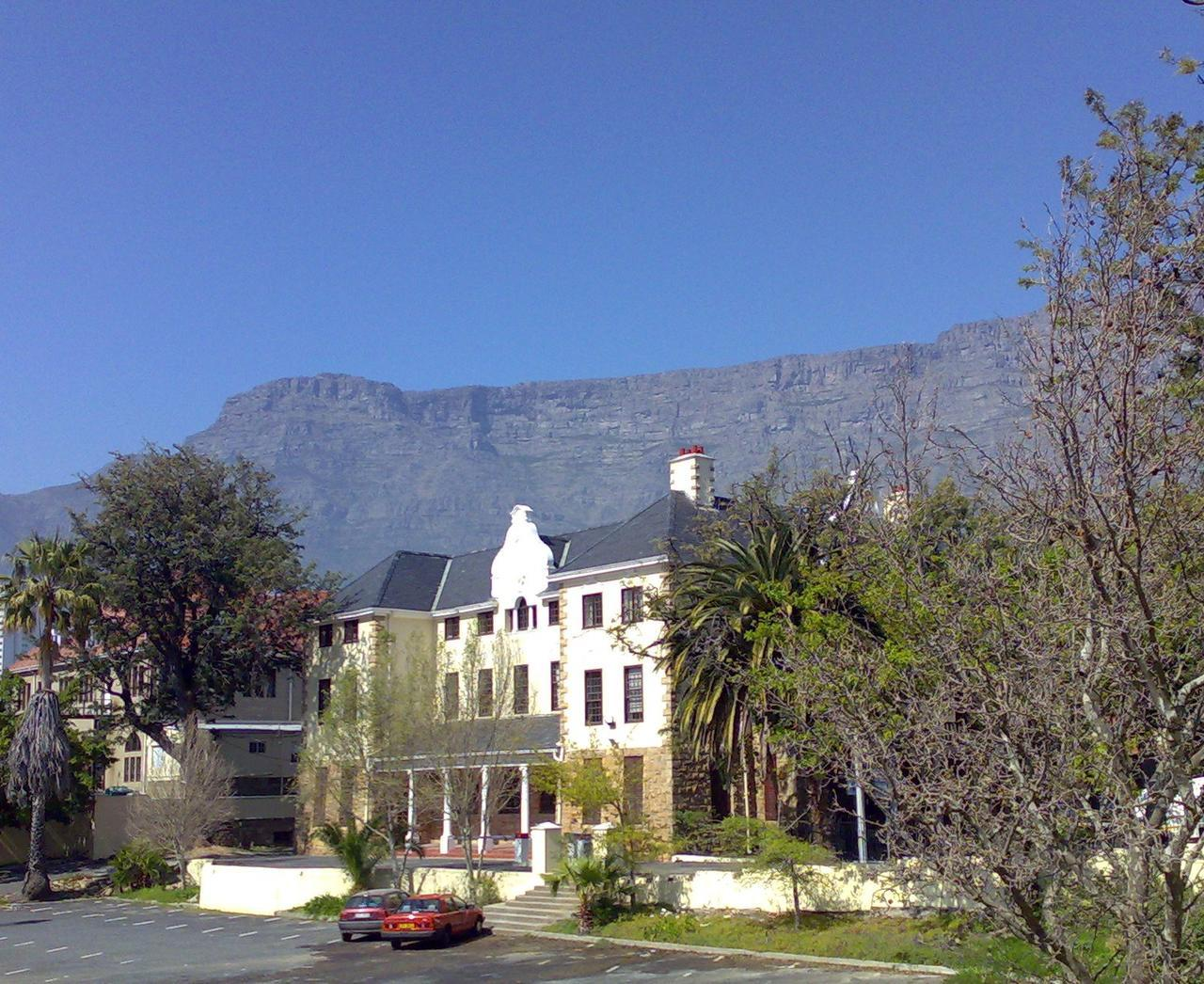
Budynek College Schools

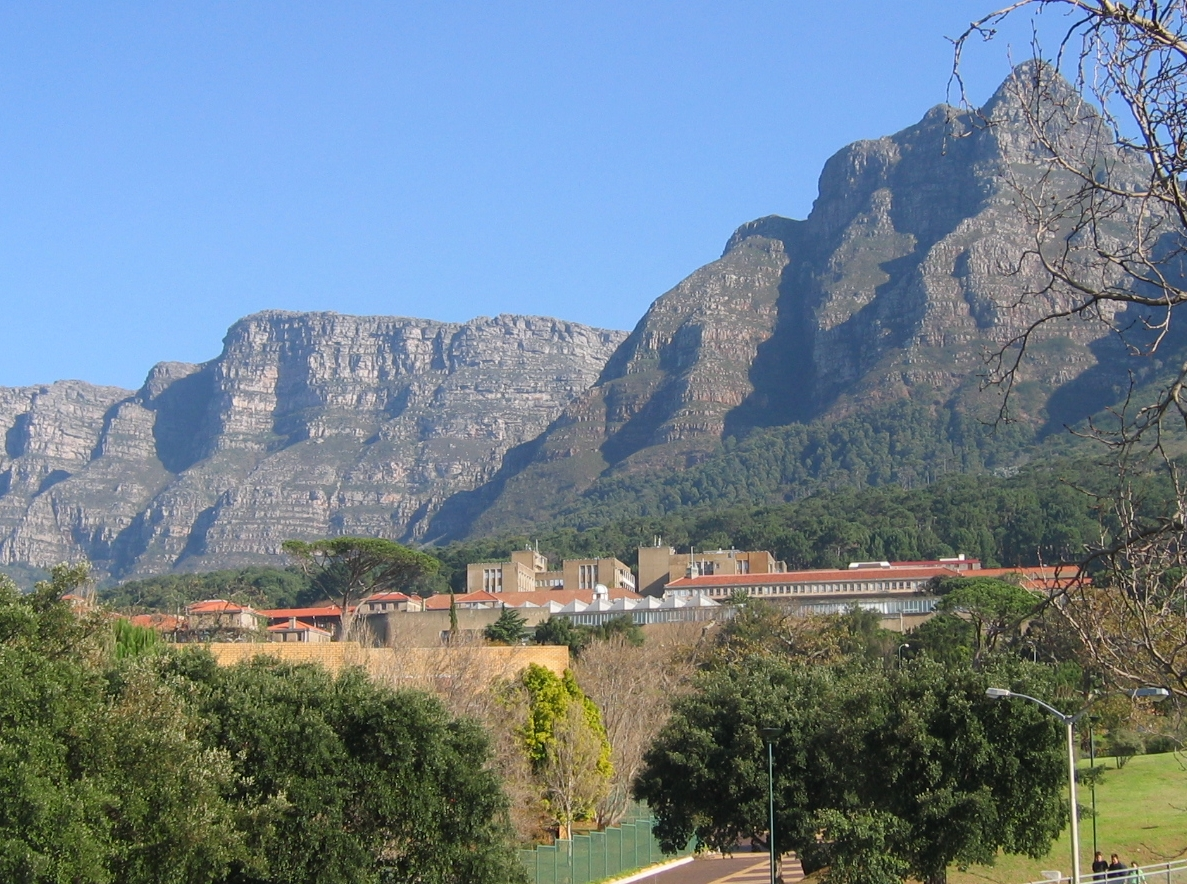
Kampus górny, widok z Kopano

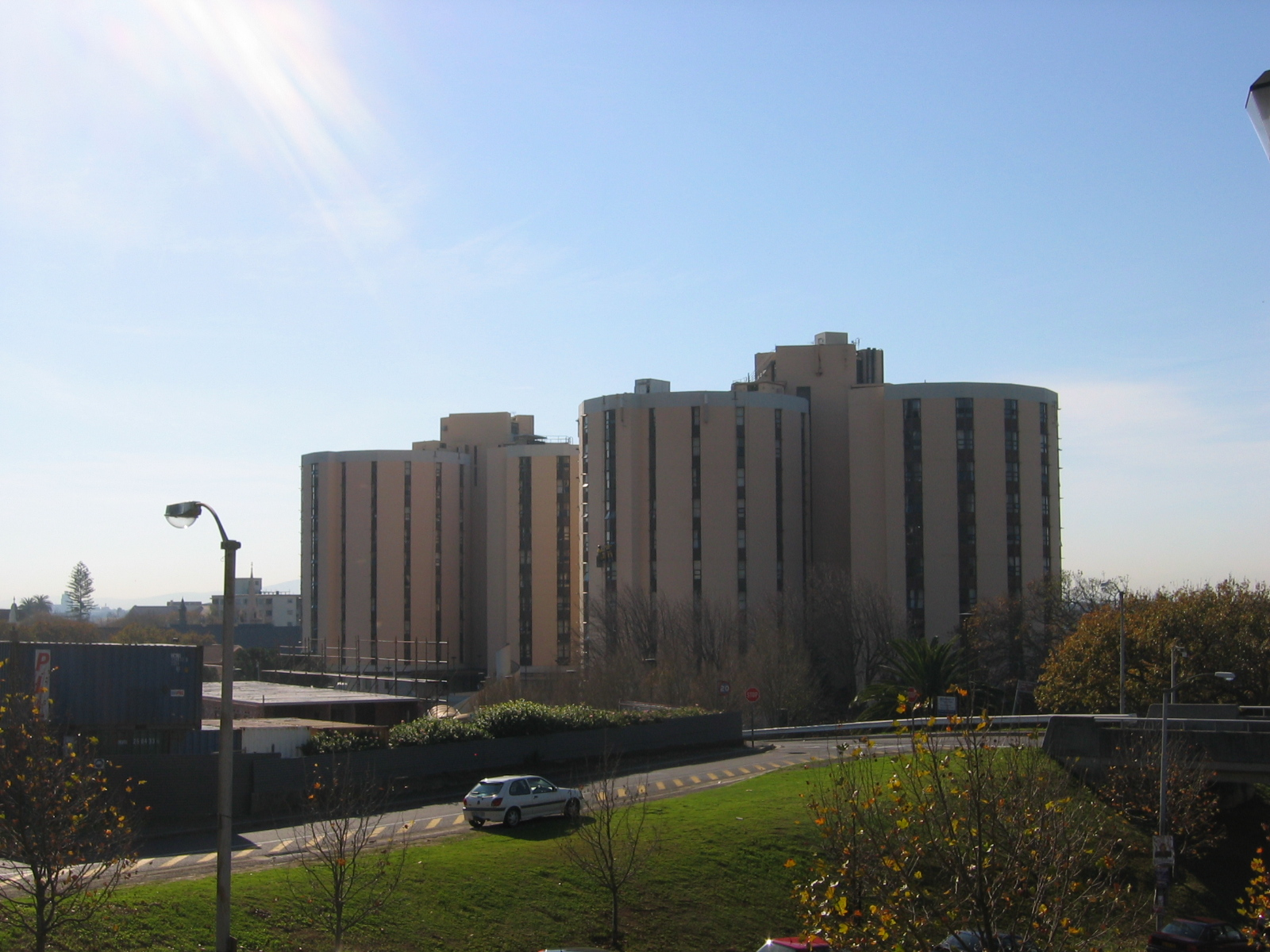
Leo Marquard Hall i Tugwell Hall dwa największe budynki UCT

Za datę powstania Uniwersytetu Kapsztadzkiego bywa uznawany rok 1829, w którym założono RPA College, szkołę dla chłopców. Rozwój szkoły był związany z zapotrzebowaniem na fachowych pracowników kopalń złota i diamentów. W ostatnim dwudziestoleciu XIX wieku, dzięki większemu finansowaniu ze źródeł prywatnych i publicznych, szkołę przekształcono w uniwersytet. Powstały wydziały mineralogii i geologii z laboratoriami badawczymi. Rozpoczął się też okres kształcenia koedukacyjnego. Pierwsze cztery studentki zostały przyjęte w roku 1886 na próbę (do klasy chemicznej). Decyzję o rekrutacji kobiet na stałe podjęto w 1887 roku, dla uczczenia diamentowego jubileuszu królowej Wiktorii. W latach 1902–1918 powstała Medical School, wspierana przez Ministerstwo Edukacji. University of Cape Town powołano oficjalnie w roku 1918. Poza dużymi prywatnymi darowiznami uzyskał dotacje państwowe. W 1928 roku znaczną część obiektów przeniesiono do Groote Schuur na zboczach Devil’s Peak (Diabelskiego Szczytu) i tu UCT obchodził swoje stulecie.
Uczelnia jest uznanym ośrodkiem trwałego sprzeciwu polityce apartheidu. Pierwsza grupa ciemnoskórych studentów została przyjęta w roku 1920. W okresie 1980–1990 ich liczba wzrosła o 35 procent, a w 2004 roku stanowiła niemal 50% studentów.

## Kierunki i metody kształcenia
Uczelnia posiada wydziały: handlu, inżynierii i kształtowania środowiska, prawa, nauk o zdrowiu, nauk humanistycznych i ścisłych. Prowadzi kształcenie podyplomowe w ponad 60 jednostkach specjalistycznych. Poza kształceniem metodami tradycyjnymi rozwija działalność zgodną z duchem Deklaracji Kapsztadzkiej, np. e-learning.

## Badania naukowe
Na każdym z wydziałów działają zespoły i inne jednostki badawcze prowadzące prace naukowe w wielu dziedzinach, np.:
- zespół kosmologa George’a Ellisa[10], współpracownika Stephena Hawkinga
- zespół André Brinka, profesora na wydziale literatury i języka angielskiego
- zespół Africa Earth Observatory Network (AEON)[11], współpracujący z partnerami z Niemiec i Francji
- międzynarodowe centrum badań w dziedzinie kosmologii i topologii
- centrum studiów retoryki, jedyna jednostka tego typu w Afryce (dyrektor: Philippe-Joseph Salazar)
- ośrodek stałej współpracy naukowej z CERN m.in. w zakresie oprogramowania Wielkim Zderzaczu Hadronów
- zespół zaangażowany w rozwój technologii elektrotechnicznych dla Wielkiego Teleskopu Południowoafrykańskiego na płaskowyżu Karru
- ośrodek badań chorób zakaźnych, m.in. zwalczania epidemii gruźlicy i HIV[12]
- UCT Medical Imaging Research Unit (MIRU), zajmująca się rozwijaniem diagnostycznych narzędzi do obrazowania mózgu i badania czynności serca[13]

## Miejsce w rankingach uniwersytetów świata
W 2010 roku UCT zajął 161. miejsce w Światowym Rankingu THES-QS Uniwersytetów i 107. miejsce w Times Higher Education World University Rankings.

## Zasłużeni wychowankowie
- Ralph Bunche, amerykański laureat Pokojowej Nagrody Nobla (1950) za prace mediacyjne w Palestynie (1949 Armistice Agreements)
- Max Theiler, laureat Nagrody Nobla w dziedzinie fizjologii lub medycyny (1951) za badania dotyczące żółtej febry
- Allan McLeod Cormack, laureat Nagroda Nobla w dziedzinie fizjologii lub medycyny (1979) za wynalezienie i budowę tomografu komputerowego
- Aaron Klug, laureat Nagrody Nobla w dziedzinie chemii (1982) za rozwinięcie techniki krystalograficznej mikroskopii elektronowej np. do ustalenia budowy wielu białek i wirusów
- John Maxwell Coetzee, laureat Nagrody Nobla w dziedzinie literatury (2003), za książki, które odznaczają się „analityczną błyskotliwością i wymownymi dialogami”
- Christiaan Barnard, kardiochirurg, pionier transplantologii serca
- Sheila Camerer, prawniczka i polityk, minister sprawiedliwości, deputowana do Zgromadzenia Narodowego w latach 1987–2009, od 2009 – ambasador RPA w Bułgarii